# Olof Sjögren
Olof Sjögren, född 7 juli 1914 i Västervik, död 26 augusti 1998 i Vimmerby, var en svensk skådespelare.

## Filmografi
- 1986 - Alla vi barn i Bullerbyn (som skomakare Snäll)
- 1987 - Mer om oss barn i Bullerbyn (som skomakare Snäll)
- 1988 - Mimmi (som Enok)